# عملية مشبك الورق

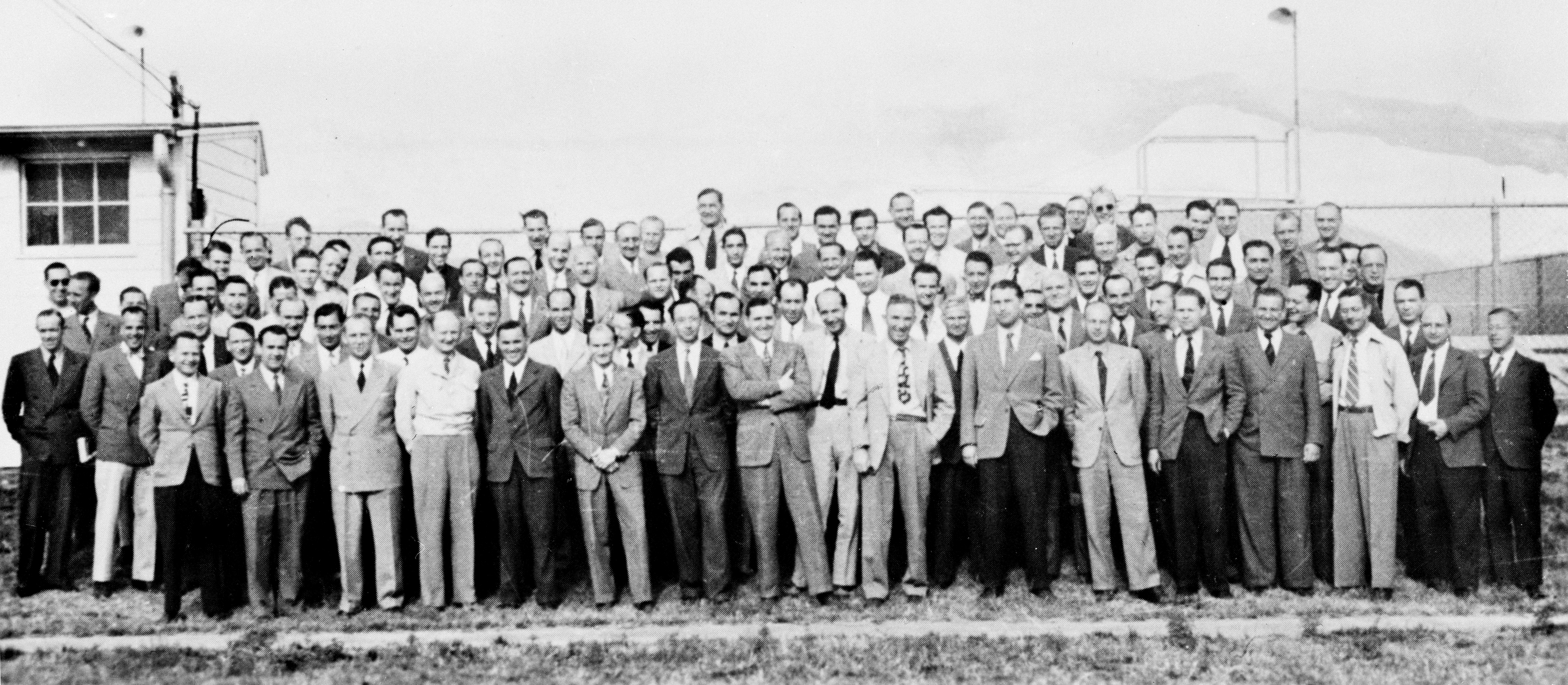
مجموعة من 104 عالم صواريخ (مهندسي فضاء) في فورت بليس بولاية تكساس

عملية مشبك الورق (بالإنجليزية: Operation Paperclip)‏ كان برنامجاً أمريكياً سرياً لوكالة الأهداف الاستخباراتية المشتركة (JIOA) تم فيه تجنيد وجلب أكثر من 1600 من العلماء والمهندسين والفنيين الألمان (كان العديد منهم سابقاً أعضاء مسجلين في الحزب النازي وكان لبعضهم مناصب قيادية في الحزب النازي)، بما في ذلك فريق الصواريخ التابع لفيرنر فون براون، حيث انتقل من ألمانيا النازية (بعد الحرب العالمية الثانية) إلى الولايات المتحدة للعمل الحكومي.
كان الهدف الأساسي من عملية مشبك الورق للولايات المتحدة الحصول على ميزة عسكرية في الحرب الباردة، وفي سباق الفضاء لاحقاً بين الولايات المتحدة والاتحاد السوفياتي. ومن خلال المقارنة، كان الاتحاد السوفييتي أكثر عدوانية في تجنيد الألمان: خلال عملية أوسوأفياخيم، قامت الوحدات العسكرية السوفيتية باستخدام القوة (تحت تهديد السلاح) بتجنيد أكثر من 2000 أخصائي ألماني وضمهم للاتحاد السوفياتي خلال ليلة واحدة.
وقد وضعت هيئة الأركان المشتركة (JCS) أول برنامج تجنيد سري أطلق عليه اسم عملية أوفركاست، في 20 يوليو 1945، بهدف «المساعدة في تقصير الحرب اليابانية ومساعدة أبحاثنا العسكرية في فترة ما بعد الحرب». مصطلح «أوفركاست» هو أول اسم أطلقه أفراد عائلة العلماء على مخيم السكن الذي كانوا محتجزين به في بافاريا. وفي أواخر صيف 1945، أنشأت هيئة الأركان المشتركة وكالةَ الأهداف الاستخبراتية المشتركة (JIOA)، وهي لجنة فرعية  تابعة لمجتمع الاستخبارات المشتركة، للإشراف المباشر على عملية أوفركاست وعلى عملية مشبك الورق لاحقاً. 
وكان لوكالة الأهداف الاستخباراتية المشتركة ممثل واحد عن كل عضو في مجتمع الاسخبارات المشتركة: مدير المخابرات في الجيش ورئيس المخابرات البحرية ومساعد رئيس الأركان الجوية-2 (المخابرات الجوية) وممثل من وزارة الخارجية. في نوفمبر 1945، أعيدت تسمية عملية أوفركاست بعملية «مشبك الورق» من قبل ضباط سلاح المدفعية في جيش الولايات المتحدة، الذين كانوا يعلقون مشبك ورق في مجلدات علماء الصواريخ الذين أرادوا توظيفهم في أمريكا. وقد وافق الرئيس ترومان رسمياً على عملية مشبك الورق ووسعها لتشمل ألف عالم ألماني في أمر سري نُشر في 3 سبتمبر 1946.

## الحواش
1. 1 2 3 4 5 6  مذكور في: Operation Paperclip: The Secret Intelligence Program that Brought Nazi Scientists to America. المُؤَلِّف: آني جاكوبسن. الناشر: لتل وبراون وشركاؤهما. تاريخ النشر: 2015.
2. ↑  Jacobsen، Annie (2014). Operation Paperclip : the secret intelligence program to bring Nazi scientists to America. Little, Brown and Company. ص. Prologue, ix. ISBN:0-316-22105-8. مؤرشف من الأصل في 2022-06-13.
3. ↑  "Joint Intelligence Objectives Agency". U.S. إدارة الأرشيف والوثائق الوطنية. مؤرشف من الأصل في 2019-04-25. اطلع عليه بتاريخ 2008-10-09.
4. ↑  Project Paperclip: German Scientists and the Cold War, 1971, Clarence G. Lasby, et al. p. 79
5. ↑  Project Paperclip: German Scientists and the Cold War, 1971, Clarence G. Lasby, et al. p. 155
6. ↑  Jacobsen, pp. 191.
7. ↑  Jacobsen, pp. 193.
8. ↑  The Paperclip Conspiracy: The Hunt for the Nazi Scientists, 1987, Tom Bower, et al. p. 178
9. ↑  Jacobsen, pp. 229.